# Ручная мортирка

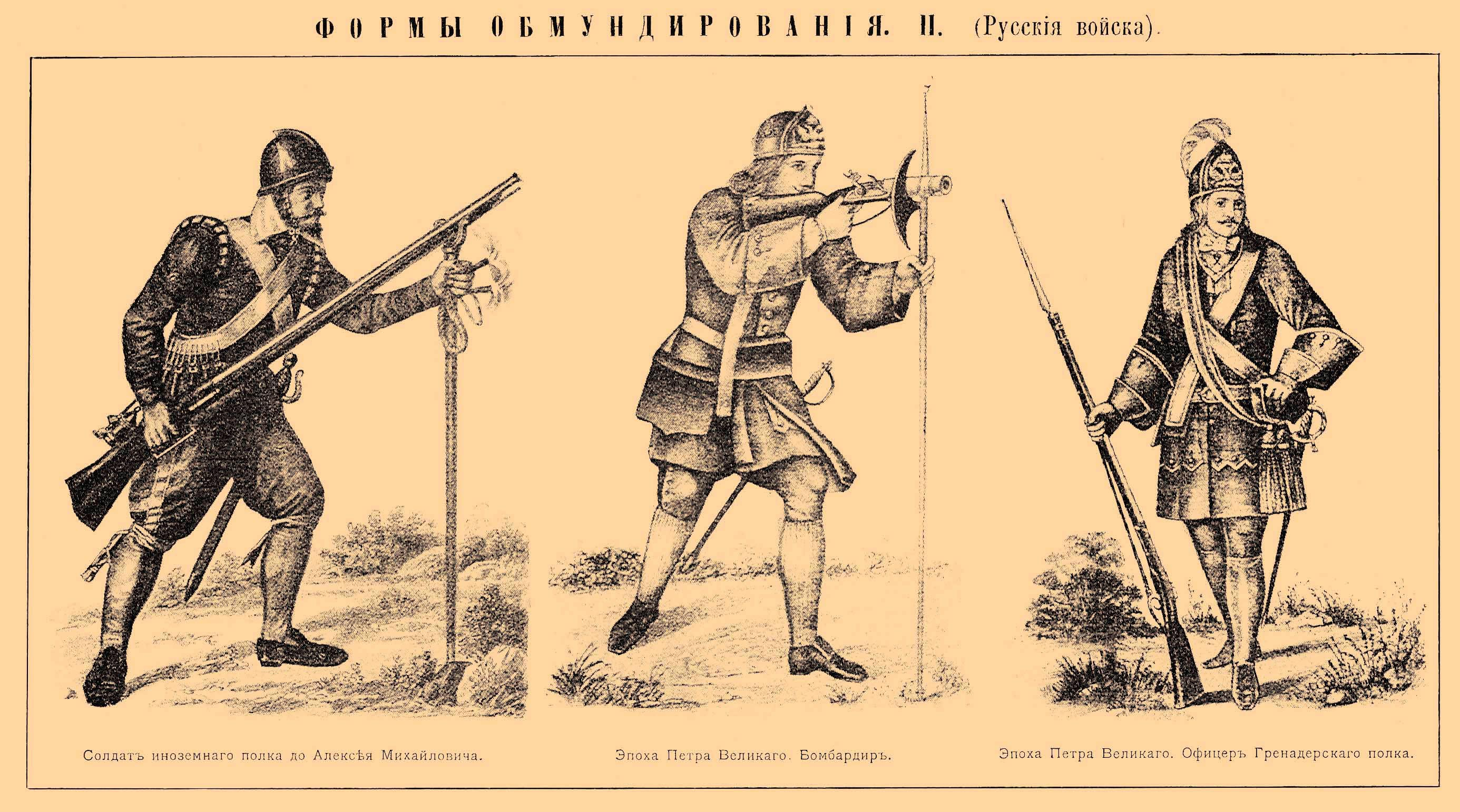
Формы обмундирования II. Русские войска. 1. Солдат иноземного полка до Алексея Михайловича. 2. Эпоха Петра Великого. Бомбардир. 3. Эпоха Петра Великого. Офицер гренадерского полка.

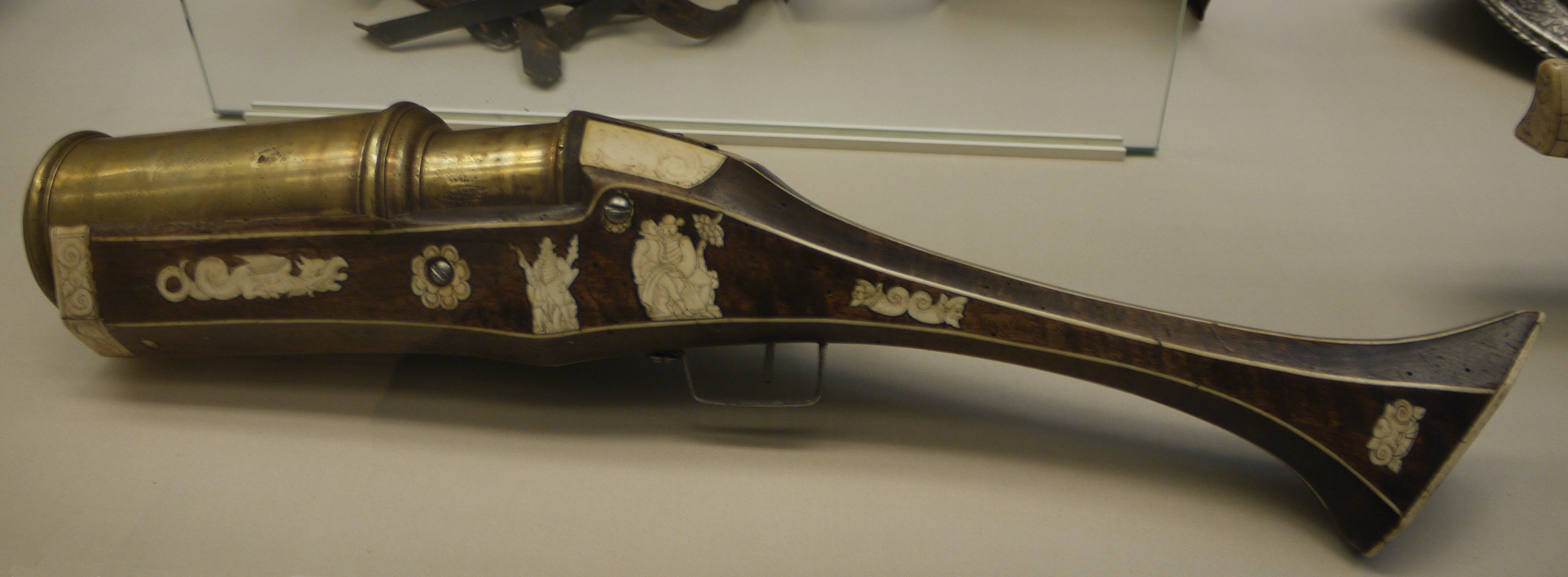
Ручная мортирка 1590 года в Британском музее

Ручная мортирка — ручное огнестрельное оружие, являвшееся продолжением развития ручниц, предназначавшееся для стрельбы ручными гранатами, поражения живой силы противника.
Страна, в которой впервые они появились, неизвестна, но их появление датируется концом XV — началом XVI века. Являлось прообразом современных гранатомётов.

## Устройство

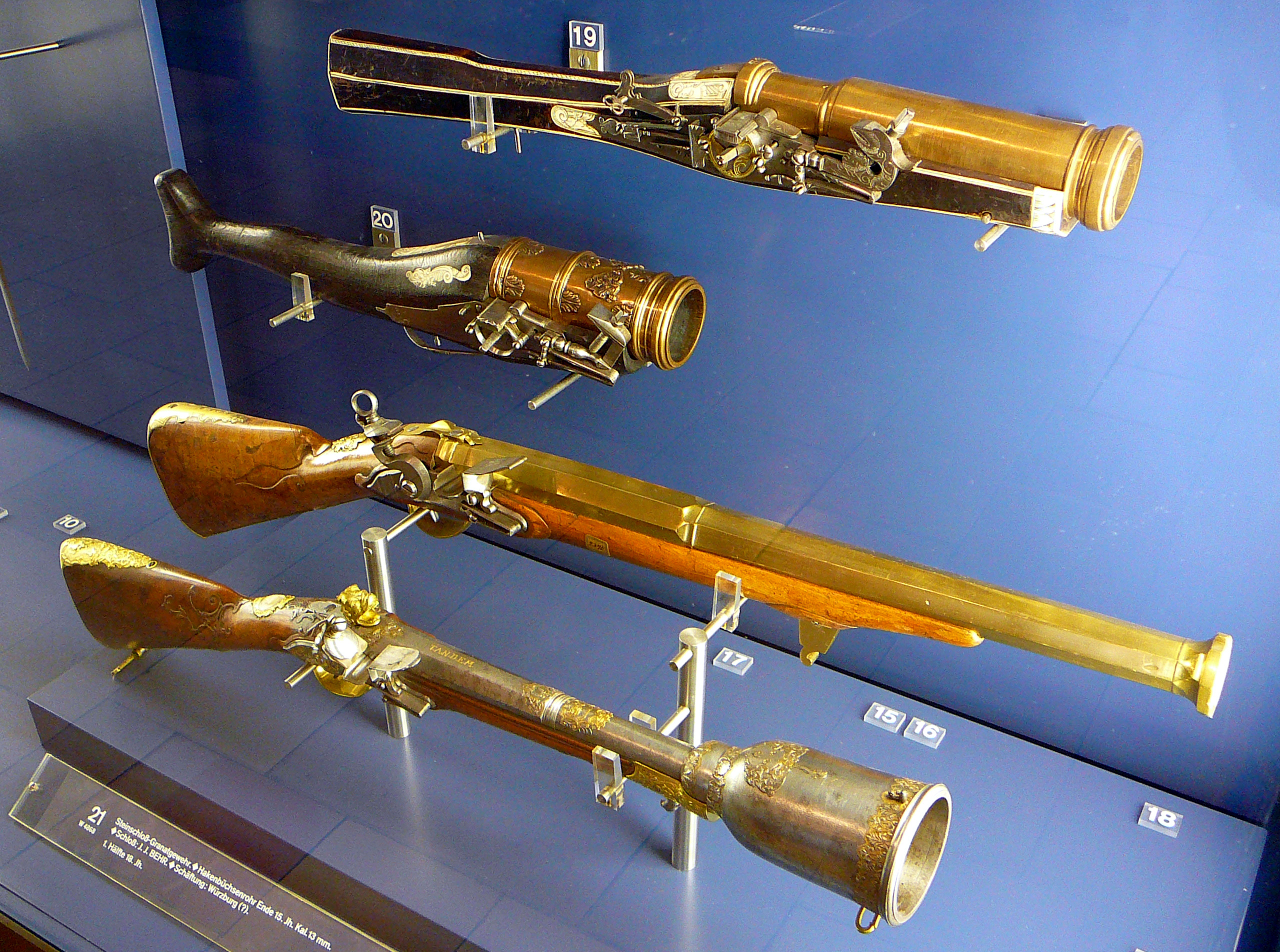
Немецкие ручные мортирки XVI—XVIII веков в экспозии Баварского национального музея, Мюнхен. Внизу виден кавалерийский карабин с мортиркой, приваренной к стволу

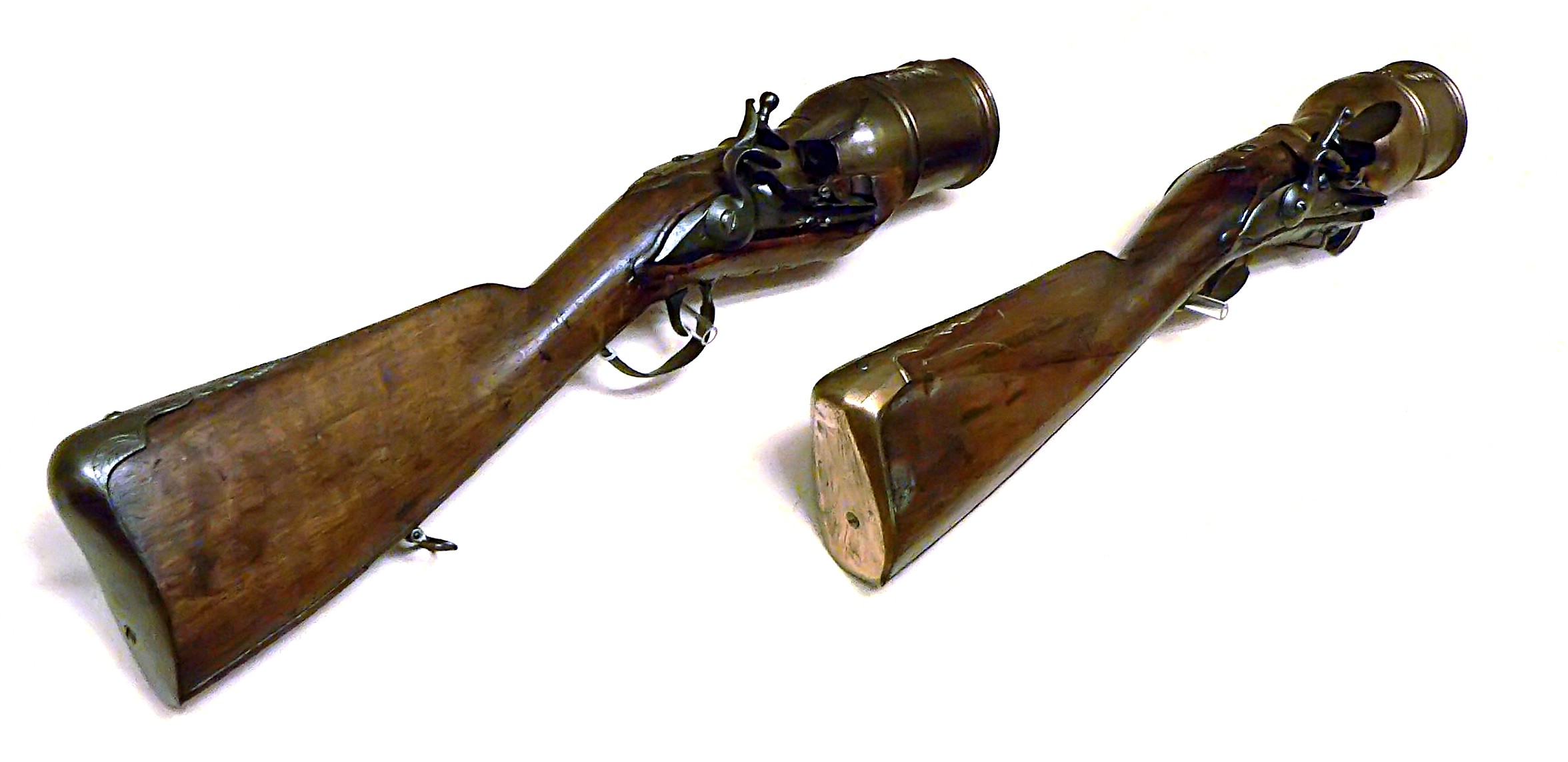
Старинные кремнёвые гранатомёты XVIII века

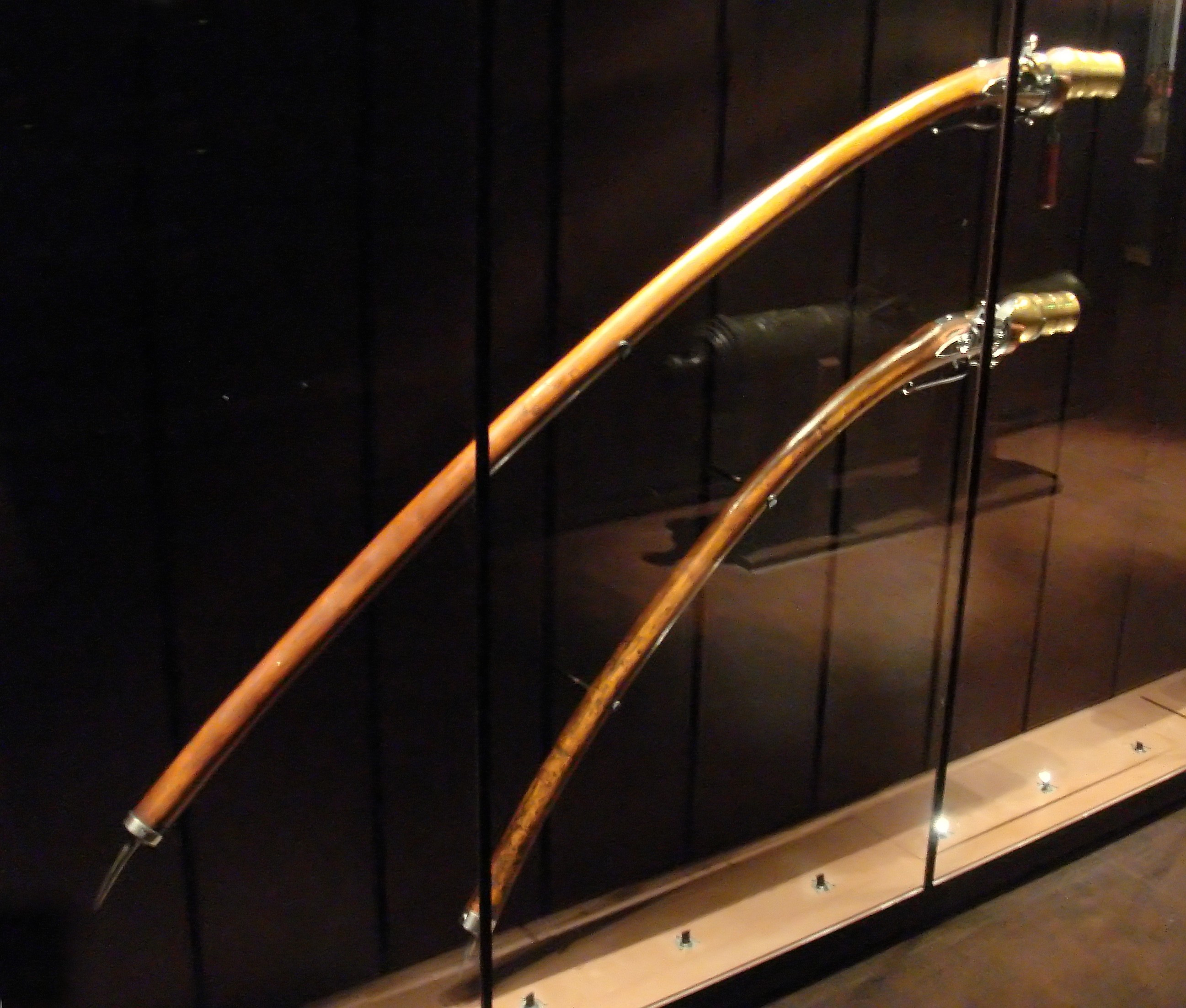
Ручные мортирки 1747 года в Музее армии, Париж

Представляют собой железную, или чаще бронзовую мортирку, имеющую камору калибром 2—3 фунта (диаметр 5—6,25 см.) под стандартную ручную гранату того времени, и длиной от 2 до 6 калибров (10 — 30 см длиной). Бронзовая мортирка укрепляется на ложе, сделанное из морёного дуба или ореха, в виде приклада и имеет установленный на ложе ружейный замок (начиная с фитильного и заканчивая капсульным). В зависимости от рода войск имели незначительные отличия — так, например, ручная мортирка пехотная имела обычный ружейный (мушкетный, фузейный) приклад с длиной ствола не более 10 см и калибром 2 фунта (5 см в диаметре), стреляли из неё с плеча, причем стрелок имел специальную кожаную подушку для гашения сильной отдачи. Часто употреблялись подпорки. Кавалерийские мортирки имели длинный приклад и квадратный вырез на конце приклада, калибр имели пехотный, при стрельбе упирались прикладом в седло и вели таким образом стрельбу. На флоте применялись тяжёлые ручные мортирки калибром 3 фунта и длиной ствола в 6 калибров, также имели на прикладе вырез и упирались перед выстрелом в палубу корабля.
Часто за неимением гранат стреляли картечью и рубленым свинцом. Также изготавливались кавалерийские ручные мортирки в виде ружья с приваренной к концу ствола мортиркой — предназначались как для стрельбы пулями, так и картечью, и гранатами.
Применялись в европейских сражениях начиная с середины XVII вплоть до начала XIX века, когда кремнёвый замок был заменен на капсюльный.
Опыт показал, что ружье излишне обременяя бомбардира, приносит ему мало пользы, поэтому бомбардиров вооружали пистолетом, шпагой и алебардой, на которую бомбардир опирал мортирку при стрельбе. Эффективность стрельбы из ручных мортирок — под сомнением, у некоторых. Граната той эпохи снаряжалась небольшим зарядом чёрного пороха, в результате её фугасное и осколочное воздействие было невелико. Это стало одной из причин, почему ручные мортирки не получили распространения.

## Ручные мортирки в России
Введены Петром I в бомбардирские и артиллерийские роты для защиты пушек от атак неприятеля; использовались как по прямому назначению, так и для стрельбы дробью. После смерти Петра Великого были упразднены в пехоте и отправлены в крепости, где и прослужили до конца XIX века.
На вооружении стрелкового отделения пехоты РККА стоял гранатомёт системы Дьяконова (ручная мортирка для метания гранат).

## Культурное влияние

### Кинематограф
Сцены применения ручных мортирок присутствуют в кинофильмах:
- «Визит к Минотавру» (1987 год).
- «1612» (2007 год).
- «Пираты Карибского моря: На краю света» (2007 год).
- «Слуга государев» (2007 год).
- «Поворот» (2015 год).

### Комиксы
- Ей пользуется для стрельбы камнями Человек-ястреб в комиксе Hawkman Vol 1 #4